# Kamiel Buysse
Pour les articles homonymes, voir Buysse.
Kamiel Buysse, né le 8 juillet 1934 à Zele et mort le 26 octobre 2020 à Saint-Nicolas (Flandre-Orientale), est un coureur cycliste belge, en activité de 1956 à 1964.
Il est le père de Bernadette Buysse (nl), athlète belge de demi-fond, cross-country, et le grand-père de Greg Van Avermaet.

## Palmarès
- 1956
  - Tour de Yougoslavie
  - 5e étape du Tour de Belgique indépendants
  - 7e étape du Tour de Belgique amateurs
  - Omloop der Vlaamse Gewesten, Amateurs
- 1957
  - Circuit Dinantais
- 1958
  - Circuit Dinantais
  - 6e et 7e étapes du Tour de Bulgarie
    - 3e du classement général

  - 3e de la Flèche halloise
- 1959
  - 2e étape du Tour de Belgique
    - 3e du Classement Général

  - 2e du Circuit du Limbourg
- 1960
  - Vlaamse Pijl Kalken
  - Grand Prix de la ville de Saint-Nicolas
  - 3e de l'Escaut-Dendre-Lys
- 1961
  - 2e du Grand Prix Flandria
  - 2e du Grand Prix Paul Borremans
  - 2e du Circuit des Ardennes flamandes - Ichtegem
  - 2e du Grand Prix de la ville de Saint-Nicolas
  - 2e du Omloop Van de Gemeente Melle
- 1962
  - 2e du Grand Prix du Brabant wallon
  - 3e de la Ruddervoorde Koerse

## Résultats sur le Tour de France
1 participation :
- 1959 : 61e au classement général.